# Півоваренко Павло Васильович
Павло́ Васи́льович Півова́ренко (2 вересня 1975 — 29 серпня 2014) — полковник Збройних сил України, учасник російсько-української війни. Герой України (2021).
Командував танковими підрозділами — від взводу до батальйону. Війну 2014 року зустрів на штабній посаді у Києві, зголосився добровольцем відправитися до зони бойових дій. Був згодом призначений в.о. командира 51-ї механізованої бригади, брав участь у звільненні низки українських міст: Сєвєродонецька, Лисичанська, Попасної, та ще дюжини населених пунктів. У серпні разом з підкріпленням зайшов до Іловайська, а 29 серпня виходив разом з українськими вояками з оточення. Загинув у бою під час виходу. Тривалий час вважався зниклим безвісти, у 2016 році перепохований з почестями.

## Життєпис
Народився 2 вересня 1975 року, в м. Радомишль Житомирської області в сім'ї військовослужбовця. Батьки комбрига рано пішли з життя, він виховувався старшою сестрою. Після закінчення 8 класів Радомишльської с/ш № 1, навчався у Суворовському училищі міста Мінськ в Білорусі, яке закінчив у 1992 році. Того ж року вступив до Одеського інституту Сухопутних військ. У 1994 році перевівся до Харківського гвардійського вищого командного танкового училища, яке закінчив у 1996 році.
У 1996—2001 роках проходив службу на посадах командира танкового взводу та командира роти військової частини (м. Феодосія Автономної Республіки Крим).
У 2001—2004 роках — начальник штабу танкового батальйону військової частини (с. Перевальне Сімферопольського району Автономної Республіки Крим).
У 2004—2006 роках навчався в Національній академії оборони України.
У 2006—2009 роках — командир батальйону 30-ї окремої гвардійської механізованої бригади 8-го армійського корпусу (в/ч А0409, Новоград-Волинський).
З 2009 року по серпень 2010 року проходив службу у 8-му армійському корпусі Сухопутних військ Збройних Сил України (Житомир).
У 2010—2012 роках проходив військову службу у 101-й окремій бригаді охорони Генерального штабу Збройних Сил України (в/ч А0139, Київ).
З 2012 по липень 2013 року проходив службу у 72-й окремій гвардійській механізованій бригаді 8-го армійського корпусу (в/ч А2167, Біла Церква).
З липня 2013 року служив у Києві в управлінні бойової підготовки Командування Сухопутних військ Збройних Сил України.

### Російсько-українська війна
На момент початку війни служив в штабі Сухопутних військ ЗСУ у Києві. Разом з дружиною та двома дітьми мешкали у гуртожитку. Коли почались бойові дії, наполягав, аби його відправили у зону АТО.
23 травня призначений виконувачем обов'язків командира 51-ї окремої механізованої бригади. Призначення відбулося після відсторонення Володимира Яцківа з посади командира бригади через брак організації, що призвів до втрат у бою під Волновахою напередодні, 22 травня. Відсторонення Яцківа відбувалося зі скандалом — приїхав командувач Сухопутних військ генерал Анатолій Пушняков і особисто його вилаяв. Призначив та представив бригаді Півоваренка також Пушняков. З наказу генерала 3-тя батальйонно-тактична група бригади та частина 1 БТГ мали знятися з блокпостів та відправитися на навчальний полігон Широкий Лан до Миколаївської області. Проте у зоні АТО залишилось 366 військовослужбовців-добровольців бригади, з яких був сформований батальйон «Колос».
У 20-х числах червня 2014 року управління 51-ї бригади та 3-тя батальйонно-тактична група на чолі з полковником Півоваренком відбули з Широкого Лану до Луганської області, де вже перебував батальйон «Колос». В Луганській області бійці 51-ї бригади створили низку опорних пунктів, найбільше зазнавали обстрілів бойовиків опорні пункти підполковника Василя Спасьонова на виїзді з м. Рубіжного (в районі смт. Стара Краснянка) та капітана Анатолія Шиліка — біля Кремінної. Військовослужбовці розвідали обстановку, полковник Півоваренко був готовий віддати наказ про наступ, але саме у той час президент України Петро Порошенко оголосив одностороннє перемир'я, тому наступ відклали.
6 липня підрозділи бригади перейшли у наступ. У 20-х числах липня 2014 року 51-ша бригада, разом з іншими підрозділами, звільнила міста Сєверодонецьк та Лисичанськ, а також важливий залізничний вузол — станцію Попасна. Загалом бійці бригади під командуванням Півоваренка повернули під контроль України понад 20 населених пунктів. За оцінкою Ярослава Тинченка, втрати бригади були порівняно невеликими, мирне населення під час наступу українських військ практично не постраждало. Натомість супротивник зазнавав значних втрат: так, у центрі Сіверськодонецька солдати 51-ї знайшли два великих автобуси, забитих доверху тілами загиблих бойовиків і російських добровольців.

### Конфлікти і чутки
Проте загибель підполковника 51-ї бригади Василя Спасьонова 23 липня під час звільнення Лисичанська, за даними Ярослава Тинченка, була болісно сприйнята серед військовослужбовців та членів родин 51-ї бригади: з'явилися плітки, ніби Півоваренко відправив людей Спасьонова без належної кількості боєприпасів, а потім, начебто, відмовився його рятувати. Пізніше обидва твердження були спростовані свідками, але плітка залишилася. Так, наводили слова комбрига, адресовані Спасьонову та іншим офіцерам, що вони, буцімто «їдуть на прогулянку», але, за словами Тинченка, Півоваренко так завжди жартував, вирушаючи на бойове завдання.
Це було не єдине, чим дорікали у бригаді комбригу. Полковник, за даними Тинченка, був вимогливий до себе та до своїх людей. Колеги Півоваренка згодом розповідали його дружині Світлані, що коли Павлу доручили командувати бригадою, він побачив, що багато хто з мобілізованих зловживали алкоголем самі, привчали до алкоголю молодих солдат, і уникали бойової підготовки. Полковник почав наводити порядок, через що п'яниці його зненавиділи. Приводом до чуток стала і уніформа Півоваренка — американській камуфляж мультикам. Уніформу йому купила дружина на ринку в Києві перед відправкою до зони бойових дій. У бригаді знайшлися ті, хто заздрив формі, бо бригада була здебільшого одягнута в стандартний на той час український камуфляж «дубок». Про полковника також ширилися чутки, ніби він є родичем Пушнякова, дорікали тим, що він «штабний». Говорили, що полковник нібито зробив кар'єру завдяки своєму високопоставленому тестю, який живе в Москві, хоча батько його дружини був простим колгоспником з Радомишля. Були чутки серед військовослужбовців і про те, що полковник здавав інформацію ворогові. Майор Сергій Фураєв у вересні 2015 року, після звільнення з полону, розповідав, що серед військовослужбовців бригади ходили історії, ніби після того, як Півоваренко їхав з бойових позицій, через 20 хвилин їх починали обстрілювати проросійські сили.
Півоваренко мав тактику: спочатку завдавати ударів по позиціях бойовиків артилерією, а потім на БМП обходити їх піхотою та брати з-тилу. На цьому ґрунті у Пивоваренка виникали професійні конфлікти зі своїми підлеглими артилеристами, бо ті казали, що виконати накази комбрига саме так, як він хоче неможливо. Тим не менш, спільну мову знаходили і «ударним кулаком» бригади став гаубичний самохідно-артилерійський дивізіон під командуванням майора Сергія Фураєва. Свідчення одного з офіцерів, який у той час працював з Павлом Півоваренком:

| Він був завжди попереду, казав артилеристам: «ваша справа точно порахувати удари, моя — зайти та зачистити». Багато хто боявся, а він — ні. Пивоваренко важко спілкувався з артилеристами, бо сприймав дії артилерії, як піхотинець. |
| |

Наприкінці липня підрозділи Півоваренка (управління, 3-тя батальйонно-тактична, «Колос» та артилерійська групи 51-ї бригади) були перекинуті з Луганської області під Донецьк. Перед залишенням Сектору А комбриг, на вимогу начальства, сформував та передав для дій в районі Хрящуватого та під Луганськом групу підполковника Сулімова (4 танки Т-64 та 6 БМП), яка оперувала там до 10-х чисел вересня.
5—11 серпня 2014 року, поблизу Донецька, частини Півоваренка брали участь у боях за селище Мар'їнку, навіть без бою зайшли в Петровський район Донецька. За даними Тинченка, офіцери бригади там навіть випили каву в одній із кав'ярень. Але несподівано надійшов наказ — повернутись до Мар'їнки.

### Іловайськ
Після взяття Мар'їнки полковнику Півоваренку і підпорядкованим йому частинам надійшов наказ вирушити в район Іловайська. «Колос» залишався біля Донецька. Зі складу 51-ї бригади на підступах до Іловайська були зосереджені: 7-ма, 8-ма та 9-та роти 3-го батальйону, гаубичний самохідно-артилерійський дивізіон майора Сергія Фураєва (5 САУ), протитанкова батарея капітана Костянтина Коваля (5 гармат), мінометна батарея капітана Анатолія Шиліка (8 мінометів), танкова рота з 3 танками Т-64, допоміжні та технічні підрозділи. Місцем зосередження частин 51-ї бригади, а також прибулих добровольчих батальйонів, був блокпост 39-06. Завданням 51-ї бригади в Іловайській операції було здійснювати разом з 40-м батальйоном «Кривбас» оточення міста. Тому вона планомірно споруджувала навколо міста опорні пункти.
22 серпня полковник Пивоваренко виїхав до станції Дачна під м. Курахове, аби особисто прийняти 2-гу батальйонно-тактичну групу 51-ї бригади, що прибула з Рівного. Група була укомплектована найгіршою технікою, бо вся техніка в кращому стані вже давно була залучена до боїв. Доки він перебував у розташуванні групи, надійшли перші дані про російське вторгнення. Група дістала наказ вирушити на допомогу військам, що перебували в оточенні під Іловайськом. Аналогічні накази були й іншим частинам, але вони не змогли дістатись оточених. За даними Ярослава Тинченка, єдиним, хто прорвався на допомогу своїм — був комбриг Павло Півоваренко. Проте разом з ним до с. Многопілля прийшло лише кілька БМП та вантажівок. Переважна більшість особового складу 2-ї батальйонно-тактичної групи, наразившись на перший обстріл, в якому загинув 1 та був поранений ще 1 солдат, повернула назад — до станції Дачна. Ті, хто з комбригом прорвались на допомогу своїм, взяли участь у боях у районі селищ Дзеркального та Кутєйнікового.
24—26 серпня підрозділи Півоваренка вели бої під Іловайськом проти наступаючих російських військ. Так, протитанковій батареї капітана Костянтина Коваля вдалося підбити кілька БМД російських десантників, 10 десантників потрапили до полону. Після цього о 23:00 росіяни відкрили вогонь з усіх видів зброї по розташуванню артилерійського дивізіону та допоміжних частин 51-ї бригади в Дзеркальному. Внаслідок чотиригодинного безперервного обстрілу вивели з ладу більшість самохідно-артилерійських установок, а також вибухнули склади реактивної артилерії, розташовані у Дзеркальному. У ніч проти 25 серпня зазнала важких втрат і мінометна батарея капітана Анатолія Шиліка, що перебувала біля блокпоста 39-06. Загинуло 17 військовослужбовців 51-ї бригади включаючи Анатолія Шиліка, чимало було поранено. Перед повним оточенням, 8-ма рота 51-ї бригади під командуванням капітана Олега Редюка змогла з боєм вийти до своїх. Рота мала 2 БМП та 1 МТЛБ, капітан вирушив з блокпоста 40-02 й дістався селища Докучаєвськ, де вже перебували українські війська.
Станом на вечір 28 серпня, у розпорядженні полковника Півоваренка залишались 7-ма та 9-та роти, протитанкова та залишки мінометної (38 людей) батареї, 2 танки, з яких один — несправний, та окремі військовики з інших підрозділів — включаючи тих, хто був у 2-й батальйонно-тактичній групі. Зранку 29 серпня у с. Многопілля почали формуватись дві колони для виходу так званим «зеленим коридором», Павло Півоваренко запропонував генералу Руслану Хомчаку, що піде північною дорогою, пояснивши, що заходив в район Іловайська саме нею і орієнтувався на місцевості.

### Обставини загибелі
Загинув 29 серпня 2014 року під час прориву північної колони з оточення під Іловайськом. За свідченням капітана Сергія Бойка, спочатку полковник Павло Півоваренко їхав на броні БТРа, попереду колони 51-ї бригади та «Кривбасу», проте в районі села Чумаки злетів з борту від мінометного обстрілу. Застрибнув на борт БМП № 529, що зупинилася його підібрати. Ця БМП змогла пройти урочище Червона Поляна, де українські війська чекала оборона росіян з танків, БМП та гаубиць, і яка знищила там щонайменше 6 українських БМП та численні легкові автомобілі добровольчих батальйонів.
Свідків, які б бачили на власні очі смерть полковника Павла Півоваренка, за даними Ярослава Тинченка, немає, бо вони всі загинули.
Майор Сергій Фураєв після повернення з полону, у вересні 2015 року, розповідав, нібито бійці бригади востаннє бачили полковника, коли він роздавав їм пляшки із запалювальною сумішшю, щоб вони спалювали машини.
За припущенням історика Ярослава Тинченка, БМП, на якій проривався комбриг — це бойова машина БМП № 529, яка відбивалася від ворогів до останнього, і була знищена на дорозі поміж хутором Горбатенко та селом Новокатеринівка, стоячи там наодинці, на віддалі від іншої знищеної української техніки. За більш раннім припущенням Ярослава Тинченка, група полковника Півоваренка у складі танку Т-64 та кількох БМП висунулась на зустріч супротивнику. У короткотривалому бою вони знищили як мінімум 1 БМП та 2 танки Т-72, що вирушили їм на зустріч. Згідно з розслідуванням ІнформНапалму, знищена техніка належала 21-й мотострілецькій бригаді РФ: росіяни під Олександрівкою втратили спаленими два танки Т-72БА і бойову машину БМП-2.
Тіло Павла Півоваренка було знайдене 30 серпня біля БМП № 529 групою полковника Палагнюка разом з двома іншими тілами. Ще рештки 3 тіл були вилучені зсередини БМП пізніше, 14 вересня 2014 року, пошуковцями групи «Евакуація-200» («Чорний тюльпан»), двоє з них — це військовослужбовці 2-го взводу 7-ї роти 3-го батальйону Ігор Кушнір та В'ячеслав Іонов.

### Зниклий безвісти
30 серпня тіло Павла Півоваренка доставили до моргу м. Запоріжжя в числі 87 загиблих. Тіло не було опізнане запорізьким обласним відділом судово-медичної експертизи, хоча за даними Ярослава Тинченка, були всі підстави для впізнання: він був у своєму впізнаваному американському камуфляжі мультикам, який йому придбала дружина навесні в Києві, з розгрузкою для автоматних магазинів, зробленою кустарними умільцями, та каскою. Медичне обслідування показало, що на тілі було поранення в ногу, ушкодження в спину, а загинула людина внаслідок влучання осколка в голову. Ярослав Тинченко також наводить дані, що нібито один з офіцерів, які збирали загиблих 30 серпня, чув по рації повідомлення колеги: «Я підняв Пивоваренка!», що у морзі в ті дні працювали представники військової прокуратури та ЗСУ, а також приїжджав Анатолій Матіос, що на подвір'ї моргу були три представники 51-ї бригади, і навіть припускає, що у кишенях форми комбрига було посвідчення офіцера. За словами Тинченка, один з офіцерів невдовзі передав дружині це посвідчення, і ознаки вказують на те, що посвідчення було при загиблому.
За відповіддю Генпрокуратури України на журналістський запит, «за результатами службового розслідування місцеперебування Півоваренка П. В. не встановлене, відомості про загибель — відсутні».[джерело?]
Тіло було поховане на Кушугумському кладовищі у Запоріжжі, як неідентифікованого № 3191.
Після цього почалось цькування і зниклого безвісти комбрига, і всієї 51-ї бригади. Полковника неофіційно оголосили зрадником, плітки ширилися про те, що його батьки — в Москві, брат начебто служить у російській армії, і що Півоваренка бачили в Донецьку в уніформі бойовиків, і навіть стверджували, що він особисто радив, кого з українських солдатів звільняти, а кого залишати. За даними Тинченка, всі ці закиди абсолютно безпідставні: батьки Павла Півоваренка давно померли, а брата він ніколи не мав. З опитаних Тинченком свідків, жоден із вояків 51-ї бригади, які пройшли полон, і жоден з офіцерів, які були в найбільшій конфронтації з комбригом, не підтверджували цих звинувачень і відкидали можливість зради від Півоваренка. Родичі військових 51-ї бригади, які у вересні 2014 року поширювали ці плітки, сказали, що чули це від офіцерів, коли матері й дружини пікетували Генштаб у Києві. Подібне озвучував і колишній на той час військовослужбовець 51-ї бригади Уберт Мрачковський.

### Упізнання й визнання
Наприкінці 2014 року ДНК-експертиза показала, що тіло командира поховане на Кушугумському цвинтарі під Запоріжжям, через 8 місяців повторна експертиза підтвердила ці дані.
17 червня 2016 року полковник був посмертно нагороджений орденом Богдана Хмельницького III ступеня.
22 липня 2016 року з Павлом Півоваренком попрощалися у Києві, офіцера перепоховали на Лук'янівському кладовищі.
10 грудня 2021 року Павлу Півоваренку посмертно було присвоєне звання Героя України.
Дружина Світлана служить старшим солдатом в одній з військових частин у Києві. Без батька лишились двоє синів — Євген та Максим, 1997 і 2010 р.н.

## Нагороди та вшанування
- Звання Герой України з удостоєнням ордена «Золота Зірка» (10 грудня 2021, посмертно) — за особисту мужність і героїзм, виявлені у захисті державного суверенітету та територіальної цілісності України, вірність військовій присязі[10]
- Орден Богдана Хмельницького III ст. (17 червня 2016, посмертно) — за особисту мужність і високий професіоналізм, виявлені у захисті державного суверенітету та територіальної цілісності України, вірність військовій присязі[11]
- Його портрет розміщений на меморіалі «Стіна пам'яті полеглих за Україну» у Києві: секція 3, ряд 4, місце 27
- Вшановується 29 серпня на щоденному ранковому церемоніалі вшанування українських захисників, які загинули цього дня у різні роки внаслідок російської збройної агресії[12]
- Іловайський Хрест (посмертно)
- Медаль «10 років сумлінної служби» (Міністерство оборони України)
- Відзнака «Доблесть і честь» (Міністерство оборони України)
- Медаль «За бездоганну службу» III ступеня
- Медаль «За жертовність і любов до України» (посмертно)